# جائزة سان مارينو الكبرى للدراجات النارية 2013
جائزة سان مارينو الكبرى للدراجات النارية 2013 هو سباق دراجات نارية أقيم بتاريخ 15 سبتمبر 2013 في حلبة ميزانو الدولية، ميزانو أدرياتيكو، إيطاليا. كان الجولة الثالثة عشر من أصل 18 في سباق الجائزة الكبرى للدراجات النارية موسم 2013. فاز خورخي لورنزو بفئة الموتو جي بي بينما جاء مارك ماركيث في المركز الثاني وحصل على المركز الثالث داني بيدروسا. فاز بفئة الموتو 2 الإسباني بول إسبارغارو بينما فاز بفئة الموتو 3 الإسباني أليكس رينز.

## وصلات خارجية
- الموقع الرسمي